# Villenkolonie Schlosspark Laim
Die Villenkolonie Schlosspark Laim ist eine Einfamilienhauskolonie in München-Laim.

## Lage

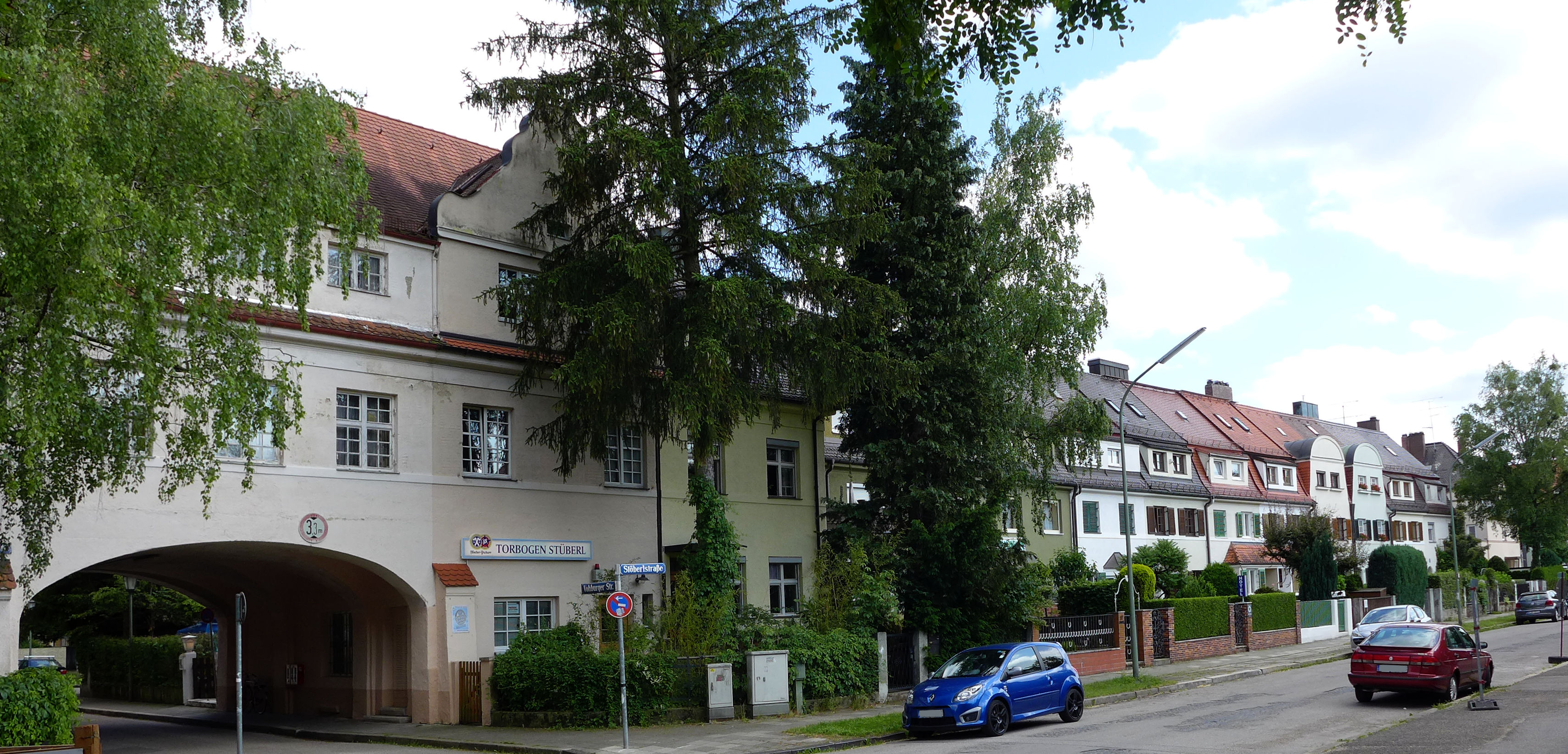
Die Vohburger Straße führt durch einen Torbogen in die Siedlung

Im Süden wird die Villenkolonie Schlosspark Laim durch die Agnes-Bernauer-Straße begrenzt. Im Westen bildet die Anlage eine Art Außenfront, die an kleinstädtische Befestigungen erinnert. Hier wird die Kolonie über ein Tor erschlossen. Dieser Torbogen ist für die Villenkolonie zugleich der Weg zum Agricolaplatz, der unmittelbar an die Anlage angrenzt. Die Erschließungsstraße für die Siedlung ist die Vohburger Straße, die durch die Mitte der Kolonie – über ein Plätzchen versetzt – verläuft.

## Geschichte

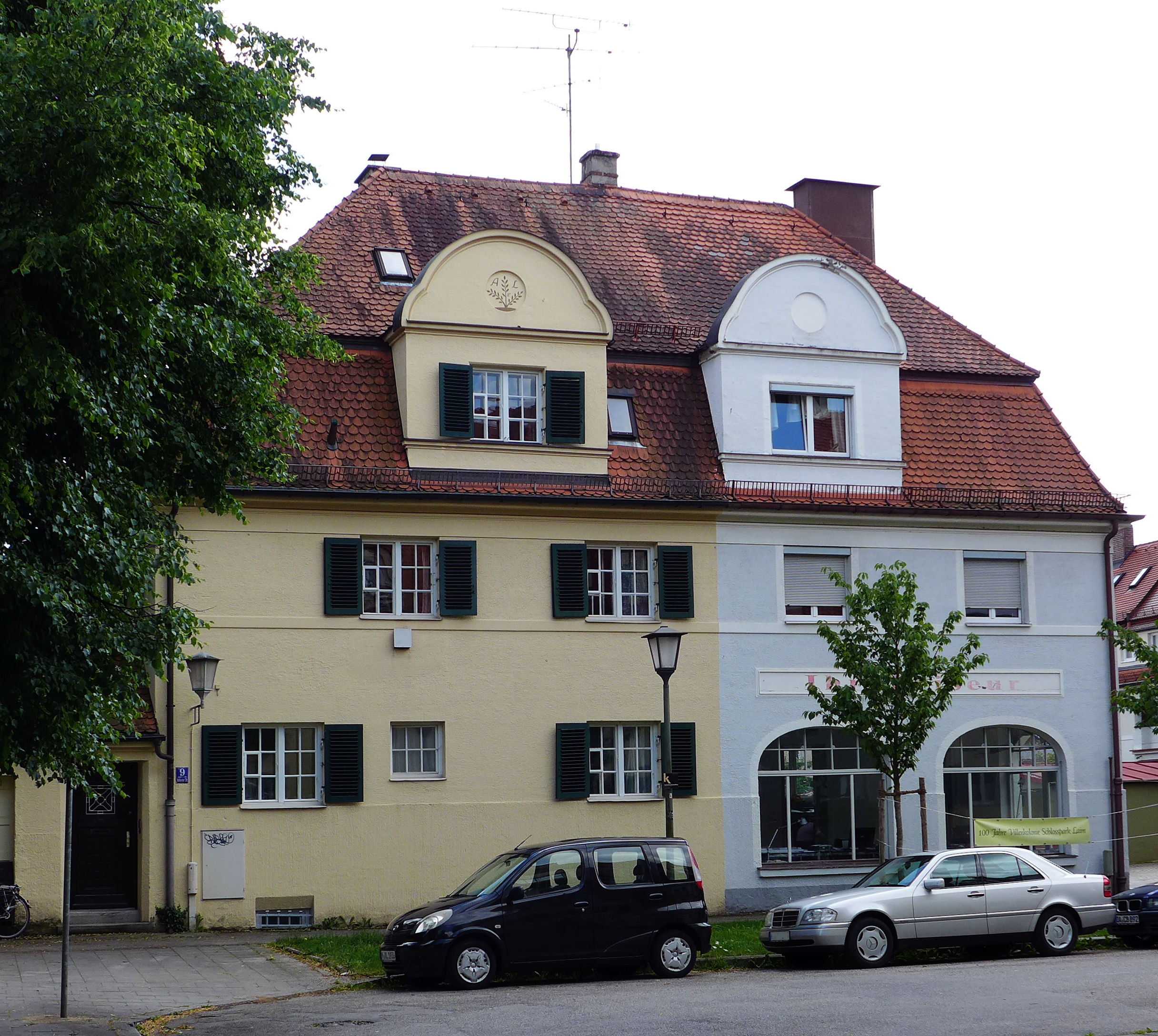
Ehemaliges Ladengeschäft in der Siedlung

Die Villenkolonie Schlosspark Laim wurde 1912 auf der grünen Wiese zwischen München und Pasing von der Terraingesellschaft Neuwestend AG nach Plänen des Hocheder-Schülers Hans Brühl errichtet – in unmittelbarer Nähe zum Laimer Schlössel an der Agnes-Bernauer-Straße, das einst als Wirtschaftsgebäude unter Max Emanuel für das Laimer Schlossgut, einem ehemaligen Jagdsitz, errichtet wurde. Der Name „Villenkolonie Schlosspark Laim“ sollte den Gartenstadt-Gedanken betonen, auch wenn diese Villenkolonie nicht auf dem Areal eines einstigen Schlossparks errichtet wurde. Früher fanden sich in dieser Anlage auch kleine Ladengeschäfte, bis sie rein wohnwirtschaftlich genutzt wurde.

## Erscheinungsbild
Die Villenkolonie Schlosspark Laim gilt als gutes Beispiel einer Einfamilienreihenhaussiedlung zu Beginn des 20. Jahrhunderts: Die dekorativ gestalteten, meist zweigeschossigen Reihenhäuser bilden ein geschlossenes Erscheinungsbild der Siedlung. Dies und die Begrünung der Anlage erzeugen ein kleinstädtisches Erscheinungsbild, das an die Ideen der Deutschen Gartenstadtgesellschaft erinnert, wenn auch deren Formen des genossenschaftlichen Zusammenlebens nicht übernommen wurden.